# 392 a.C.

## Eventos
- 97a olimpíada: Terineu, vencedor do estádio.[1][Nota 1]
- Lúcio Valério Potito, pela segunda vez, e Marco Mânlio Capitolino, cônsules romanos.
- Final do reinado do Imperador Kosho , 5º Imperador do Japão
- Início do reinado do Imperador Korei , 6º Imperador do Japão